# Върховръх
Върховръх пренасочва насам.  За хижата вижте Върховръх (хижа).
Върховръх е рид в Чернатица, Западни Родопи. Простира се на север до връх Модър, на запад до река Въча, която го отделя от Баташка планина, а на изток до Първенецка река. Средната надморска височина на рида е 1600 м. Най-високият връх е Голица (1923 м), други по-високи върхове са Върховръх (1633 м), Маркова чука, Комаров камък, Връхче, Вихролом. От връх Модър до връх Върховръх преобладават иглолистните, а на север – широколистните дървесни видове.
От растителните видове са разпространени малини, къпини, боровинки, мащерка, жълт кантарион, риган, еньовче, подбел, магарешки бодил, живовляк. Срещат се и различни видове гъби - манатарка, масловка, гълъбка, сурогризка.
В рида е изградено вилно селище, състоящо се от около 350 частни вили, хижа „Върховръх“ и парк-хотел „Родопи“. В близост до вилното селище има ловно стопанство.